# Faro de Punta Orchilla
El faro de Orchilla está situado en el municipio de El Pinar de El Hierro, en la isla española de El Hierro (Santa Cruz de Tenerife, Canarias), sobre la punta de la Orchilla. Se encuentra enclavado en un punto histórico referenciado por la cartografía de la antigüedad, ya desde la época de Claudio Ptolomeo. También los franceses establecieron el meridiano cero en dicha punta en 1634.

## Historia
El 25 de septiembre de 1933 fue encendido por primera vez por sus torreros fundadores, Carmelo Heredia, natural de Murcia y Rafael Medina, ofreciendo a los navegantes un faro de segundo orden de luz blanca con destellos cada cinco segundos, perceptible a 75 millas náuticas.
El faro de Orchilla es el edificio civil más importante de la isla de El Hierro, contando solo con setenta y cinco años de edad. La arquitectura insular histórica se mueve dentro de dos parámetros muy concretos, la arquitectura religiosa de cuño mudejarista que, partiendo del barroco, incorpora elementos constructivos vernáculos; y la vivienda popular, casa de uso agropecuario que conforma caseríos en lo que se ha dado en llamar el estilo canario. Por su fecha de construcción (entre 1924 y 1933) se puede hablar de un edificio monumentalista inmerso en la fase terminal del eclecticismo, al borde mismo del racionalismo histórico.
De grandes proporciones, está construido enteramente en piedra de cantería; junto al mismo se encuentra una tabaiba gigante, posiblemente la mayor en extensión, no en altura, de todas las Canarias. Esta especie de euphorbia es muy abundante en toda la zona de Orchilla.